# Montgardon
Ne doit pas être confondu avec Montardon ou Montgardin.
Montgardon est une ancienne commune française du département de la Manche et de la région Normandie, peuplée de 468 habitants, devenue le 1er janvier 2016 une commune déléguée au sein de la commune nouvelle de La Haye.

## Géographie
Les communes limitrophes sont Angoville-sur-Ay, Bretteville-sur-Ay, Glatigny, La Haye, Saint-Germain-sur-Ay, Saint-Symphorien-le-Valois et Surville.

## Toponymie
Le nom de la localité est attesté sous la forme Montegardo sans date.

## Histoire

### Antiquité
La commune est située sur l'ancienne voie romaine Coriallo-Cosedia (Cherbourg-Coutances).

### Moyen Âge
Richard de La Haye († 1169), donna lorsqu'il fonda l'abbaye de Blanchelande tout ce qu'il possédait à Montgardon, mais pas l'église dans sa totalité, ce qui entraîna de multiples procès au cours des siècles suivants.
Au XIIe siècle, la paroisse relevait de l'honneur de La Haye.

### Révolution française et Empire
En 1789, Montgardon était la possession du chevalier Pierre Hervé Louis de Lemperière.

### Époque contemporaine
La commune sera fortement touchée lors de la Seconde Guerre mondiale.
Le 1er janvier 2016, Montgardon intègre avec huit communes voisines la commune nouvelle de La Haye.

## Politique et administration
| Période   | Période   | Identité      | Étiquette | Qualité                |
| --------- | --------- | ------------- | --------- | ---------------------- |
| 1977      | mars 2008 | Louis Blaise  | SE        |                        |
| mars 2008 | En cours  | Pierre Pitrey | SE        | Agriculteur (retraité) |

## Population et société
Les habitants de la commune sont appelés les Montgardonnais.

### Démographie
L'évolution du nombre d'habitants est connue à travers les recensements de la population effectués dans la commune depuis 1793. À partir du 1er janvier 2009, les populations légales des communes sont publiées annuellement dans le cadre d'un recensement qui repose désormais sur une collecte d'information annuelle, concernant successivement tous les territoires communaux au cours d'une période de cinq ans. 
Pour les communes de moins de 10 000 habitants, une enquête de recensement portant sur toute la population est réalisée tous les cinq ans, les populations légales des années intermédiaires étant quant à elles estimées par interpolation ou extrapolation. Pour la commune, le premier recensement exhaustif entrant dans le cadre du nouveau dispositif a été réalisé en 2007,.
En 2021, la commune comptait 468 habitants, en évolution de +4,46 % par rapport à 2015 (Manche : +0,44 %, France hors Mayotte : +2,49 %).
| 1793 | 1800 | 1806  | 1821  | 1831 | 1836  | 1841  | 1846  | 1851  |
| ---- | ---- | ----- | ----- | ---- | ----- | ----- | ----- | ----- |
| 893  | 943  | 1 101 | 1 119 | 980  | 1 065 | 1 101 | 1 058 | 1 002 |

| 1856 | 1861 | 1866 | 1872 | 1876 | 1881 | 1886 | 1891 | 1896 |
| ---- | ---- | ---- | ---- | ---- | ---- | ---- | ---- | ---- |
| 950  | 866  | 883  | 770  | 736  | 625  | 645  | 603  | 532  |

| 1901 | 1906 | 1911 | 1921 | 1926 | 1931 | 1936 | 1946 | 1954 |
| ---- | ---- | ---- | ---- | ---- | ---- | ---- | ---- | ---- |
| 547  | 542  | 509  | 472  | 482  | 437  | 507  | 515  | 501  |

| 1962 | 1968 | 1975 | 1982 | 1990 | 1999 | 2007 | 2011 | 2016 |
| ---- | ---- | ---- | ---- | ---- | ---- | ---- | ---- | ---- |
| 485  | 477  | 430  | 410  | 386  | 417  | 410  | 420  | 454  |

| 2019 | - | - | - | - | - | - | - | - |
| ---- | - | - | - | - | - | - | - | - |
| 470  | - | - | - | - | - | - | - | - |

## Culture locale et patrimoine

### Lieux et monuments

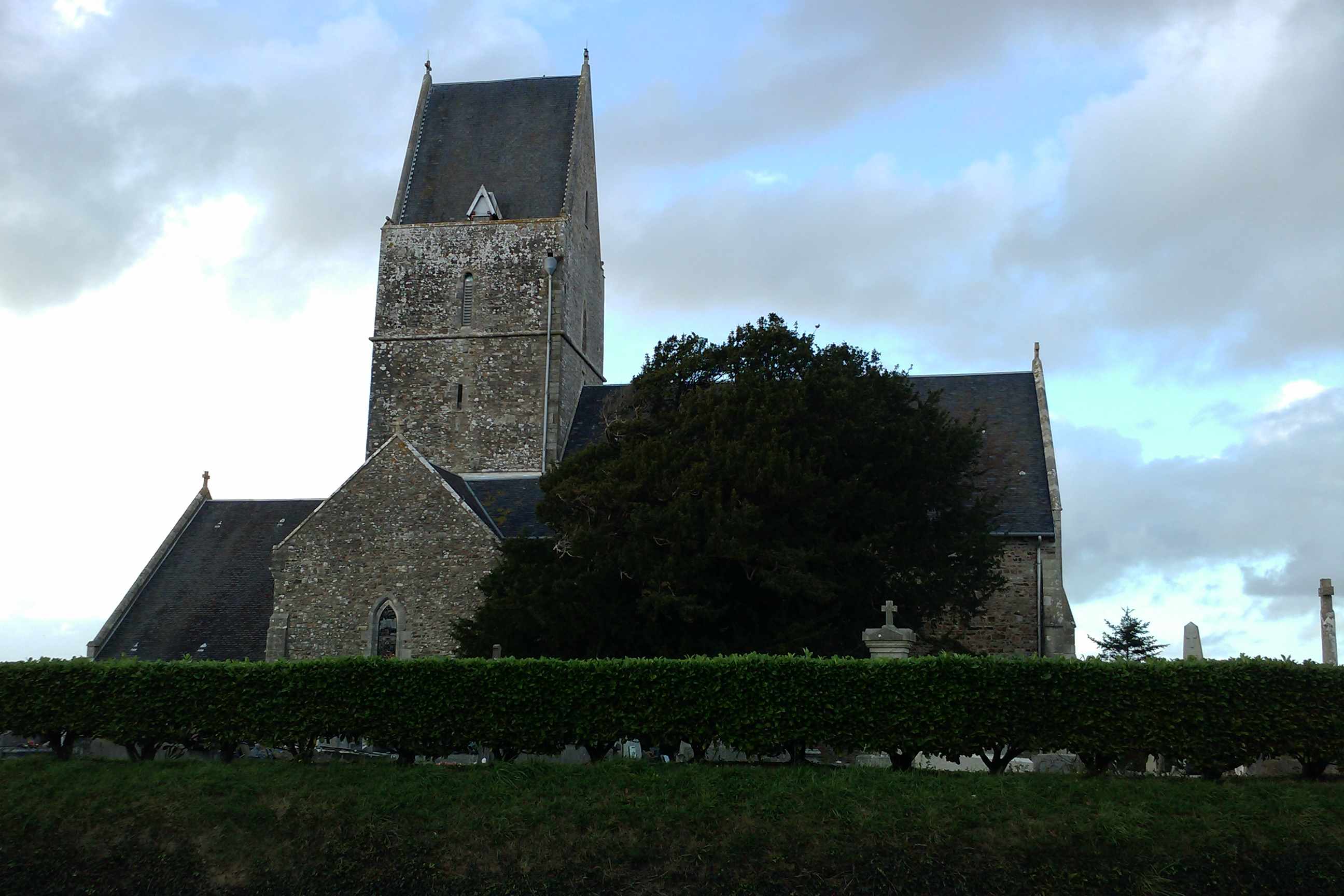
L'église avec l'if remarquable.

- Église Notre-Dame des XIIe, XVe – XXe siècles avec son portail roman du XIIe, son clocher-tour à plate-forme[10] et sa fenêtre XVe du chœur. À l'intérieur colonnes aux chapiteaux romans recevant l'arc triomphal. Très endommagée en 1944, elle fut restaurée par l'architecte Bernard Lule. Elle abrite des fonts baptismaux du XVIIe, une Vierge à l'Enfant du XVIIe, les statues de saint Éloi, sainte Marguerite, saint Sébastien du XVIIIe, saint Mammès du XIXe, un ancien tabernacle du XVe, une verrière du XXe de Mauméjean. Un if funéraire millénaire dans le cimetière a été distingué en 2005 en qualité d'arbre remarquable de la Manche mais en 2014, il a été décidé de l'abattre car il s'est révélé être trop dangereux[11].
- Croix de cimetière du XVIIe siècle.
- Fontaine Saint-Éloi.
- Ferme-manoir médiévale de Chanteloup. Au XVIe siècle, avec l'ensemble de la seigneurie, elle fit l'objet d'un échange entre Jacques de Matignon, comte de Thorigny, seigneur de Montgardon et Arthur de Cossé, évêques de Coutances[3].
- Château du Perron. Il est au XVIe siècle la possession de Davy du Perron. Selon une note tirée d'un procès-verbal de la haute justice de la Haye-du-Puits, le cardinal du Perron, pourrait être né au château du Perron chez son oncle vers 1555-1559 (et non à Saint-Lô)[3].
- Ifs funéraire du cimetière dont celui côté sud qui mesure plus de sept mètres de circonférence.
- Stèle en mémoire des libérateurs américains inaugurée le 28 août 2004.
- Vestiges d'un moulin à vent.
- Puits.

Pour mémoire
- Chapelle Saint-Eustache près du manoir de Chanteloup.

### Personnalités liées à la commune
- Théophile Maupas, fusillé pour l'exemple en 1915 puis réhabilité, est né à Montgardon en 1874.